# لشکر دوم زرهی اس‌اس داس رایش
 لشکر دوم زرهی اس‌اس داس رایش (به آلمانی:SS-Verfügungsdivision) یکی از لشکرهای وابسته به وافن اس‌اس در جنگ جهانی دوم بود.

## فرماندهان
- ویلهلم کمنت
- پل هاوسر
- ویلهلم بیتریش
- ماتیاس کلاینهایسترکامپ
- گئورگ کپلر
- هربرت ارنست فال
- کورت برازاک
- والتر کروگر
- هاینتس لامردینگ
- کریستیان تیخسن
- اتو باوم
- کارل کرویتس
- ورنر اوشتندورف
- رودولف لمان